# Josef Knödl
R.D. Josef Knödl (22. července 1929 Rozhraní – 11. srpna 1993 Brno) byl český katolický kněz, dominikánský terciář, spirituál kněžského semináře, teolog, profesor asketiky a archeologie.

## Život

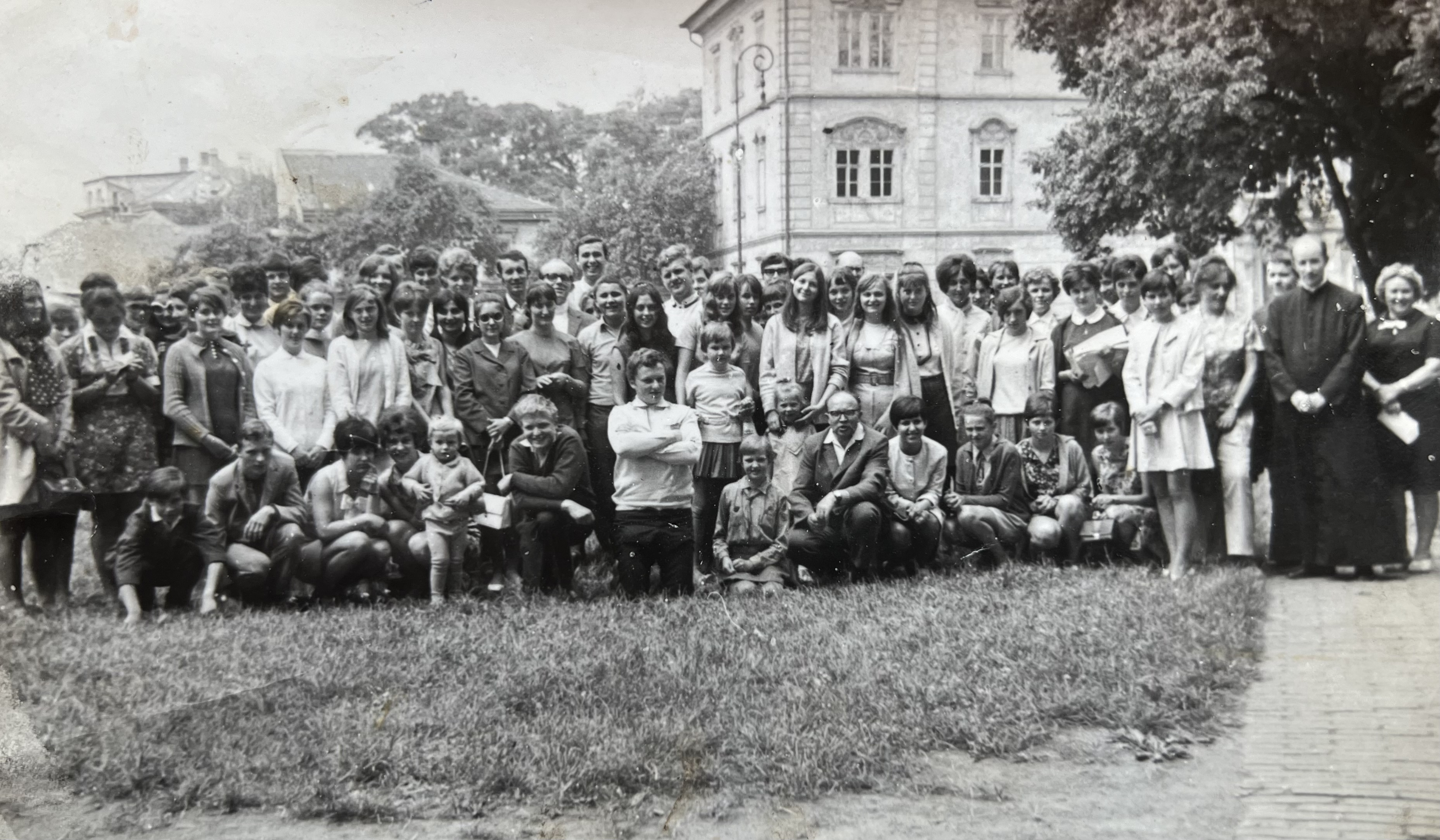
Setkání mládeže před litoměřickou katedrálou (cca 1969–1970), v klerice vpravo stojí Josef Knödl

Maturitu získal na reálném gymnáziu v roce 1948. Ke studiu ke kněžství nastoupil na diecézní bohoslovecké učiliště v Litoměřicích, kde pobýval v letech 1948-1950, dále studoval soukromě se svolením biskupa u Františka Rabase a pracoval jako dělník automobilových závodů. Na kněze byl vysvěcen tajně 12. března 1953 v Rozdělově tajným biskupem Ladislavem Hladem. V letech 1953-1957 pracoval jako účetní referent a od roku 1957 byl v plném invalidním důchodě. V roce 1960 byl odsouzen ke 3 letům, za tajné teologické studium v letech 1950-1953. Od roku 1969 byl prefektem kněžského semináře v Litoměřicích a od 1. října 1971 zároveň prefektem i spirituálem. 12. srpna 1975 byl jmenován na Římskokatolické Cyrilometodějské bohoslovecké fakultě v Praze se sídlem v Litoměřicích lektorem pro obor asketika pro akademický rok 1975–1976, a 30. června 1976 bylo jmenování opakováno pro akademický rok 1976–1977. V roce 1975 suploval místo nemocného profesora přednášky z oboru archeologie a ochrana památek. K 1. říjnu 1977 mu byl odebrán státní souhlas pro činnost v kněžském semináři. Nadále působil v duchovní správě v Litoměřicích, od roku 1978 v brněnské diecézi v duchovní správě ve Žďárci a v Brně na Křenové ulici. Zemřel po dlouhé těžké nemoci 11. srpna 1993 v Brně-Slatině. Poslední rozloučení se ním se konalo ve farním kostele Neposkvrněného početí Panny Marie v Brně na Křenové ulici 20. srpna 1993. Pochován je na hřbitově v Brně-Slatina.